# Quam Heights
Quam Heights är en kulle i Antarktis. Den ligger i Östantarktis. Nya Zeeland gör anspråk på området. Toppen på Quam Heights är 1 000 meter över havet.
Terrängen runt Quam Heights är lite bergig. Havet är nära Quam Heights åt nordost. Trakten är obefolkad. Det finns inga samhällen i närheten.